# Pilocosta campanensis
Pilocosta campanensis là một loài thực vật có hoa trong họ Mua. Loài này được (Almeda & Whiffin) Almeda miêu tả khoa học đầu tiên năm 1989.